# فريدريك بيرتون (ممثل)
فريدريك بيرتون (بالإنجليزية: Frederick Burton)‏ مواليد 20 أكتوبر 1871 في إنديانابوليس - الوفاة 23 أكتوبر 1957 في لوس أنجلوس، كاليفورنيا، الولايات المتحدة، هو ممثل أمريكي بدأ مسيرته الفنية سنة 1914. شارك في قرابة 120 فلما. من أعماله طريق ذو اتجاه واحد. امتدت مسيرته الفنية لأكثر من 33 عاما.

## روابط خارجية
- فريدريك بيرتون على موقع IMDb (الإنجليزية)
- فريدريك بيرتون على موقع ألو سيني (الفرنسية)
- فريدريك بيرتون على موقع أول موفي (الإنجليزية)
- فريدريك بيرتون على موقع قاعدة بيانات برودواي على الإنترنت (الإنجليزية)
- فريدريك بيرتون على موقع قاعدة بيانات الأفلام السويدية (السويدية)
- فريدريك بيرتون على موقع قاعدة بيانات الفيلم (الإنجليزية)
- فريدريك بيرتون على موقع كينوبويسك (الروسية)